# Petar Franjić (slikar)
Petar Franjić (Gola, 17. svibnja 1904. – Zagreb, 3. ožujka 1987.), hrvatski učitelj, slikar, grafičar i likovni pedagog. 
Nižu srednju školu je polazio u Koprivnici i Virju. Završivši učiteljsku školu u Križevcima 1924., upisuje se na Akademiju likovnih umjetnosti u Zagrebu, ali zbog financijskih razloga prekida studij nakon prvog semestra. Učiteljuje od 1925. u osnovnim školama Nova Rača i Drnje te od 1928. u selu Peteranec gdje organizira kulturne djelatnosti i vodi seosku slikarsku školu te bogatu općinsku knjižnicu. God. 1941. – 1944. u Zagrebu radi kao reljefograf u Hrvatskoj državnoj tiskari i učitelj. Nakon II. svjetskog rata radio je u Nakladnom zavodu Hrvatske i u Ministarstvu prosvjete Hrvatske. od 1948. do umirovljenja 1963. nastavnik je u grafičkom odjelu Škole primijenjene umjetnosti u Zagrebu. 
U početku je blizak socijalnim tendencijama umjetničkog udruženja likovnih umjetnika "Zemlja": u ciklusu crteža čvrstim i sigurnim potezima, sa smislom za karakteristične pojedinosti, donosi likove bezemljaša, nadničara, siromaha i prizore iz provincijskog života. Slikao je u ulju, akvarelu i gvašu razvijajući svoj izraz od tonske modelacije preko impresionističkih treperava do ekspresivno snažna kolorizma. Njegove su teme uglavom pejzaži te portreti. 
Izlagao je samostalno i skupno na izložbama od 1934. do 1987. u Koprivnici, Omišlju, Križevcima, Zagrebu i drugdje. Izveo je niz dekorativnih radova, bavio se ilustriranjem i likovnom opremom knjiga. Neka njegova djela se čuvaju u Galeriji Koprivnica, Gradskom muzeju u Križevcima i Kabinetu grafike HAZU u Zagrebu.